# Allan Gaarde
Allan Gaarde (født 25. januar 1975) er en dansk tidligere professionel fodboldspiller, født og opvokset i Grindsted. Han spillede som ungdomsspiller i Vejle Boldklub samt to sæsoner som senior i 2. Division i Vejen Sportsforening, mens han læste HD i økonomi og regnskab og uddannede sig til revisor.

## Profil
Allan Gaarde har gennem mange år spillet på højt niveau både i udlandet og i Danmark. Han fik sit gennembrud for AaB, som han repræsenterede i 228 kampe i perioden 1997-2005, afbrudt af et ophold fra 2000 til 2002 i den italienske Serie A-klub  Udinese. I udlandet havde Allan Gaarde desuden stor succes hos Viking Stavanger 2005-2009. Karrieren sluttede med et år i barndomsklubben Vejle Boldklub, hvor han i februar 2010 valgte at stoppe som følge af en bruskskade. Allan Gaarde er uddannet cand.merc. fra Copenhagen Business School. 
Allan Gaarde blev den 2. maj 2013 udpeget som ny sportschef i AaB, hvor han har afløst Lynge Jakobsen. Han er tiltrådt jobbet i AaB med succes, da klubben for første gang, vandt The Double (mesterskab og pokaltunering i samme sæson). Efterfølgende blev han forfremmet i klubben og var, inden han stoppede arbejdet i AaB, sportsdirektør.
Allan Gaarde driver nu firmaet onenexus som blandt andet arbejder med rekruttering af trænere og ledelse i professionelle fodboldklubber. 